# Oberhof (Thuringe)
Pour les articles homonymes, voir Oberhof.
Oberhof est une ville allemande située dans le Land de Thuringe. Situé à environ 800 mètres d'altitude, c'est le plus important centre de loisirs et de sports d'hiver de la forêt de Thuringe. Il y a un grand réseau de pistes de ski de fond et aussi quelques pistes de descente avec des téléskis. Le Rennsteig, un sentier de grande randonnée pédestre suivant les sommets de la forêt de Thuringe, passe tout près d'Oberhof.

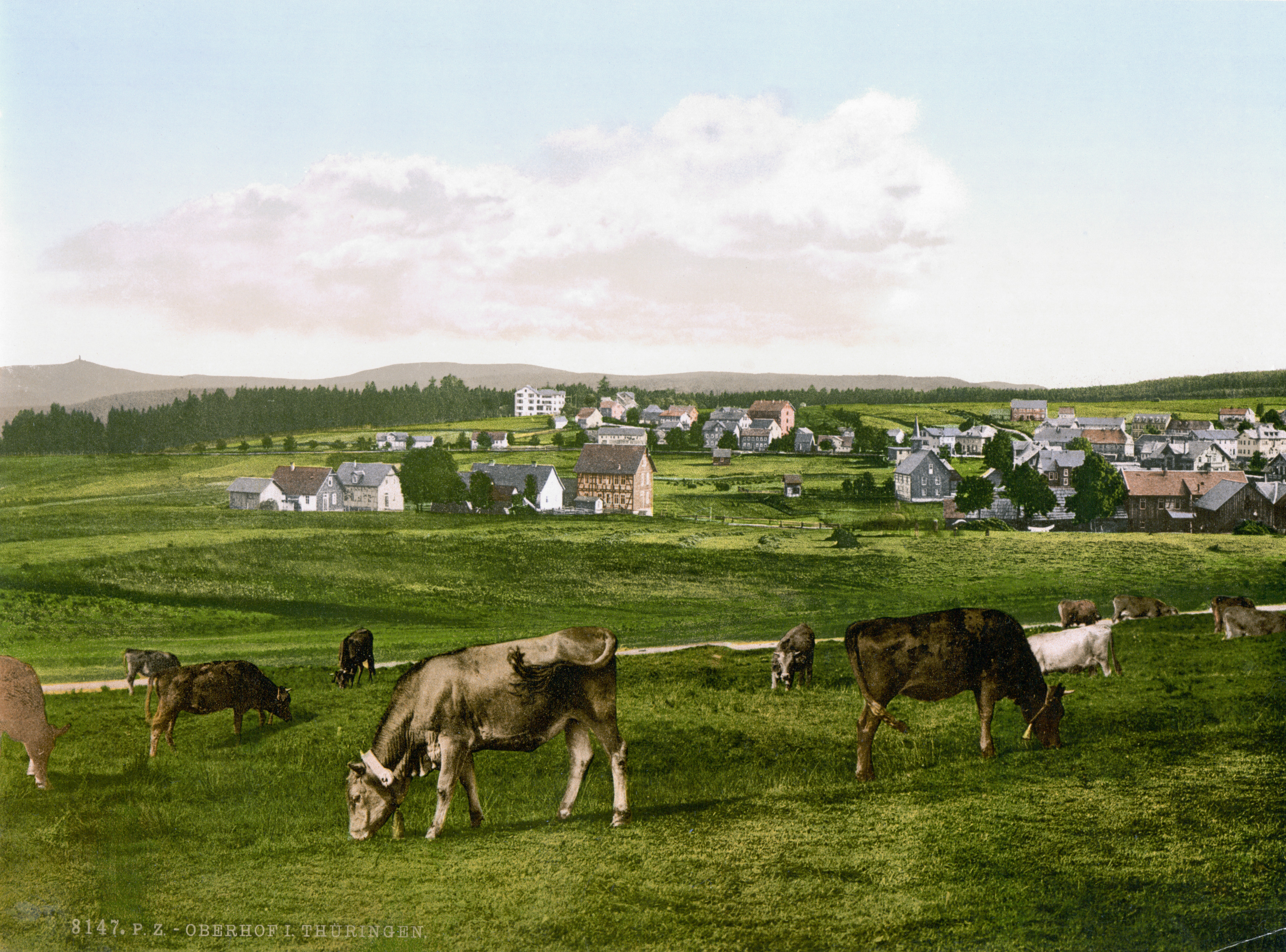
En 1900.

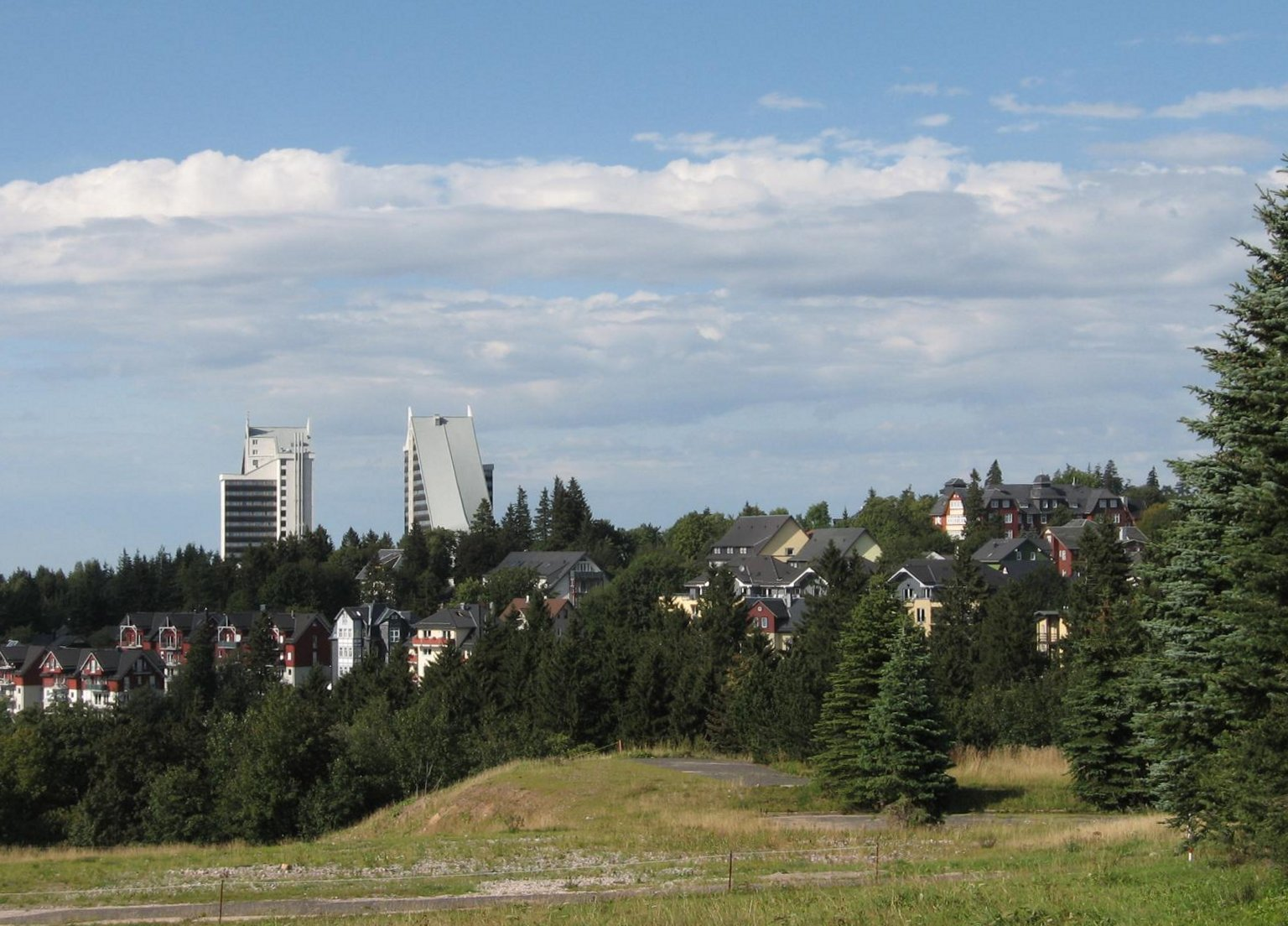
En 2006.

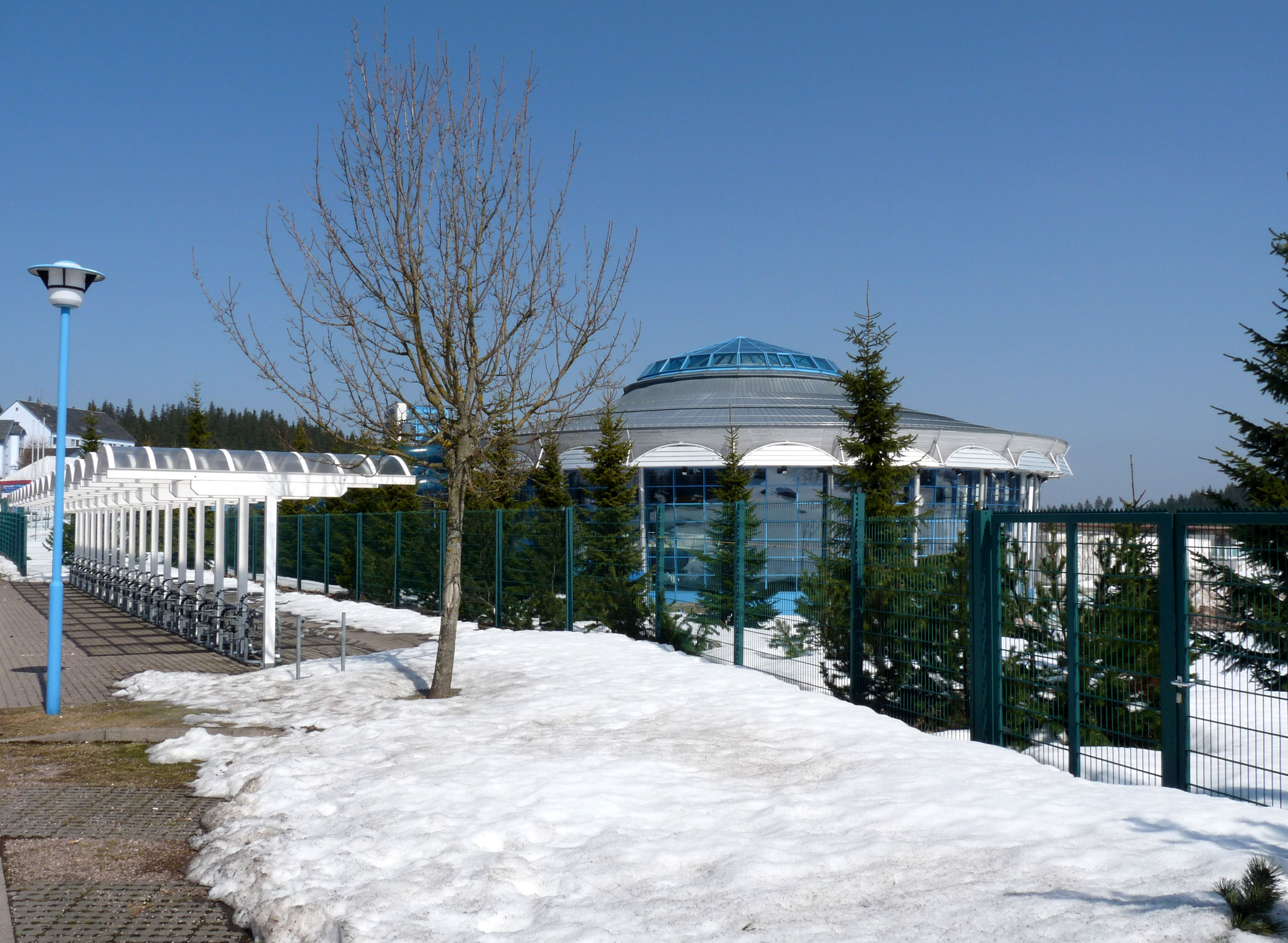
Renn-Thermen (avril 2009).

## Population
Elle est d'environ 1 600 habitants, mais augmente considérablement pendant la saison hivernale. La ville a obtenu officiellement son statut de commune en 1985.

## Transports
La gare d'Oberhof se trouve en contrebas de la ville, à une distance de 4 km. Les trains régionaux circulent entre Erfurt, Wurtzbourg et Meiningen. Il y a un bus navette entre la gare et la ville. Son horaire est coordonné avec celui des trains. En plus, des bus de ligne circulent entre la ville d'Oberhof et les villes de Schmalkalden et Suhl via Zella-Mehlis.

## Sports
Oberhof est équipé pour la pratique des sports d'hiver dans plusieurs disciplines, aussi bien en loisirs qu'en professionnel. Le développement du site remonte au temps de la République démocratique allemande. Les championnats de RDA de course de patrouille militaire (épreuve combinant tir et ski de fond) s'y déroulent en 1953. Oberhof devient rapidement le camp d'entraînement privilégié pour les sportifs est-allemands participant aux Jeux olympiques d'hiver. De nombreux athlètes de haut niveau se sont ainsi entraînés dans le club des sports de l'armée et ont gagné des médailles, par exemple, le sauteur à ski Hans-Georg Aschenbach ou encore le biathlète Frank Ullrich. L'important complexe de sports d'hiver développé par les autorités est-allemandes comprend notamment l'hôtel Panorama. Après la réunification allemande, Oberhof a bénéficié d'un second souffle avec de nouveaux investissements synonymes de modernisation et d'agrandissement de ses installations.
En août 2009, le premier tunnel à ski réfrigéré en Allemagne y a été ouvert. Il a fait l'objet d'une extension en 2019 : 3 boucles (noire, rouge et bleue) totalisent maintenant 1 300 m. Oberhof dispose également d'une piste artificielle de luge. En dehors des périodes de compétitions ou d'entrainements officiels, les installations sont ouvertes au public, que ce soit la piste de luge pour faire du bobsleigh et de l'ice-rafting (en) ou le ski-tunnel pour faire du ski de fond notamment hors saison.
Oberhof reçoit régulièrement des épreuves officielles de ski nordique, de bobsleigh et de biathlon. Cette dernière discipline est la plus populaire à Oberhof. Le stade Rennsteig Arena d'Oberhof accueille régulièrement (depuis 1983) une étape de la Coupe du monde de biathlon au début du mois de janvier, et voit affluer des dizaines de milliers de supporters pour l'occasion.
À la fin des championnats du monde de biathlon organisés à Oberhof en février 2023, la ville a été éphémèrement surnommée Boeberhof par le comité d'organisation en hommage à Johannes Thingnes Boe, qui venait de réaliser l'exploit d'obtenir 7 médailles en 7 courses, dont 5 en or.